# Come neve al sole
Come neve al sole (An Ice-Cream War) è un romanzo di William Boyd del 1982, nominato tra i finalisti del Booker Prize.
Il romanzo può essere considerato una satira sull'incapacità delle autorità in tempo di guerra.

## Trama
La storia ruota attorno alla battaglia combattuta in Africa orientale tra le forze britanniche e tedesche durante la prima guerra mondiale, e agli effetti che ha su diverse persone i cui percorsi finiscono per convergere.
Il primo personaggio introdotto è Walter Smith, un espatriato americano che gestisce una fortunata piantagione di agave nell'Africa Orientale Britannica vicino al Kilimangiaro. Prima dell'inizio della guerra nell'agosto 1914, Smith è in termini cordiali con il suo vicino tedesca, Erich von Bishop, e compera persino piante di caffè presso il giardino botanico di Dar es Salaam, capitale dell'Africa Orientale Tedesca. Il maggiore von Bishop brucia le piantagioni di Smith nella prima campagna di guerra, e poi smonta il grande decorticatore, il macchinario principale delle operazioni industriali di Smith. Divenuto un rifugiato senza soldi, Smith non riesce ad ottenere alcuna indennità di guerra dalla burocrazia coloniale britannica, Smith lascia moglie e figli dal suocero missionario e si unisce alle forze militari britanniche a Nairobi, allo scopo di vendicarsi personalmente di von Bishop nel corso dei successivi anni di guerra in Africa orientale.
Una seconda narrazione riguarda Felix Cobb, il figlio minore di un'aristocratica e tradizionale famiglia militare britannica, che ha in odio il resto della propria famiglia, ad eccezione del fratello, un capitano. Quest'ultimo sposa la fidanzata Charis (facendo ingelosire Felix), ma la guerra scoppia mentre Gabriel è in luna di miele in Normandia, e deve far ritorno di fretta al suo reggimento. Gabriel viene inviato in Africa, dove fa amicizia con lo psicotico compagno Bilderbeck e viene presto ferito dai soldati tedeschi. Mentre è ricoverato in un ospedale per prigionieri di guerra, si invaghisce di Liesl, moglie di Erich von Bishop, che ivi lavora come infermiera.

## Edizioni
- William Boyd, Come neve al sole, Mondadori, 1987,  p. 372, ISBN 88-04-29950-9.